# 어빈 백스터
어빈 백스터 2세(Irvin Baxter Jr., 1945년 7월 8일 ~ 2020년 11월 3일)는 미국의 단일오순절교 목사 · 텔레비전 선교사이다.
1991년 Endtime Ministries를 설립하여 텔레비전 프로그램인 〈마지막 때(End of The Age)〉를 진행했다.
2020년 코로나19 범유행 중에 백스터는 코로나19가 혼전 성관계에 대한 신의 단죄라고 주장했다. 11월 3일 코로나19에 의한 합병증으로 사망했다.

## 같이 보기
- 세대주의